# Riachão do Poço
Riachão do Poço este un oraș în Paraíba (PB), Brazilia.